# تولید روی

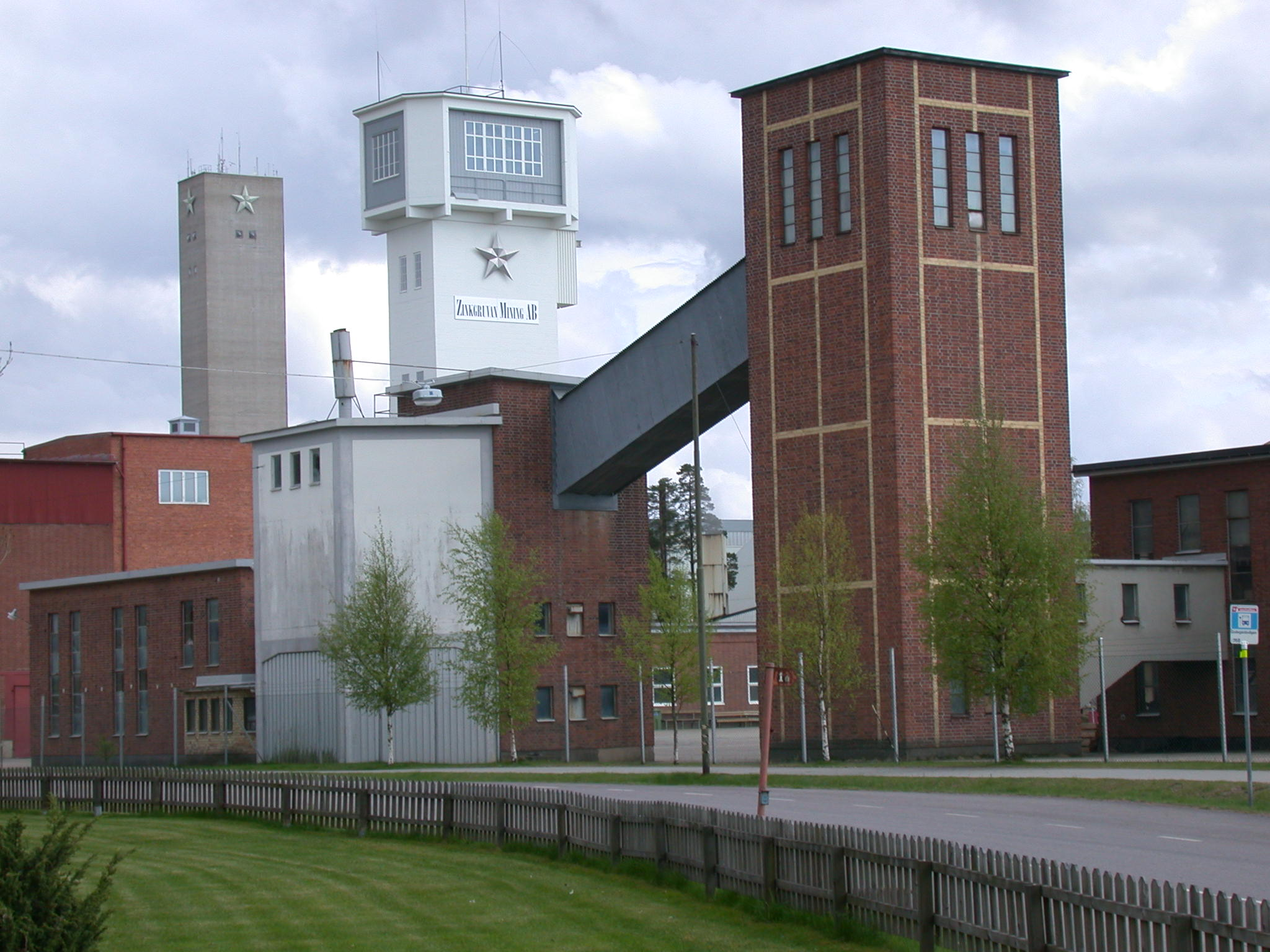
معدن روی (منطقه مسکونی), یکی از معادن روی واقع در بخش اسکشوند، سوئد

استخراج روی فرایندی است که طی آن کانی‌های فلزی روی از زمین از طریق معدن‌کاری به‌دست می‌آیند. معدن روی به معدنی گفته می‌شود که کانی‌های حاوی روی را به‌عنوان محصول اصلی تولید می‌کند. کانی‌های همراه رایج در کانسنگ‌های روی شامل مواد معدنی سرب و نقره هستند. در برخی معادن دیگر نیز، روی به‌عنوان محصول جانبی از فرآوری کانسنگ‌های دارای مواد معدنی یا فلزات ارزشمندتر مانند طلا، نقره یا مس تولید می‌شود. کانسنگ استخراج‌شده معمولاً در محل فرآوری می‌شود تا یک یا چند کنسانتره معدنی با غلظت بالای فلز تولید گردد، سپس به ذوب‌خانه روی منتقل می‌شود تا فلز روی استخراج شود.
در سال ۲۰۲۰، تولید جهانی روی در معادن حدود ۱۲ میلیون تن برآورد شده است. بزرگ‌ترین تولیدکنندگان شامل چین (۳۵٪)، استرالیا (۱۲٪)، پرو (۱۰٪)، هند (۶٪)، ایالات متحده (۵٫۶٪) و مکزیک (۵٪) هستند. استرالیا دارای بزرگ‌ترین طبقه‌بندی منابع معدنی در زمینهٔ روی است.
بزرگ‌ترین معدن روی جهان، معدن روباز رد داگ در آلاسکا است که ۴٫۲٪ از تولید جهانی را بر عهده دارد. از جمله شرکت‌های اصلی فعال در زمینهٔ استخراج روی می‌توان به ودانتا ریسورس، گلنکور، بی‌اچ‌پی، تک ریزورسز، سومیتومو کورپوریشن، Nexa Resources، بولیدن و چاینا مین‌متالز اشاره کرد.

## تاریخچه

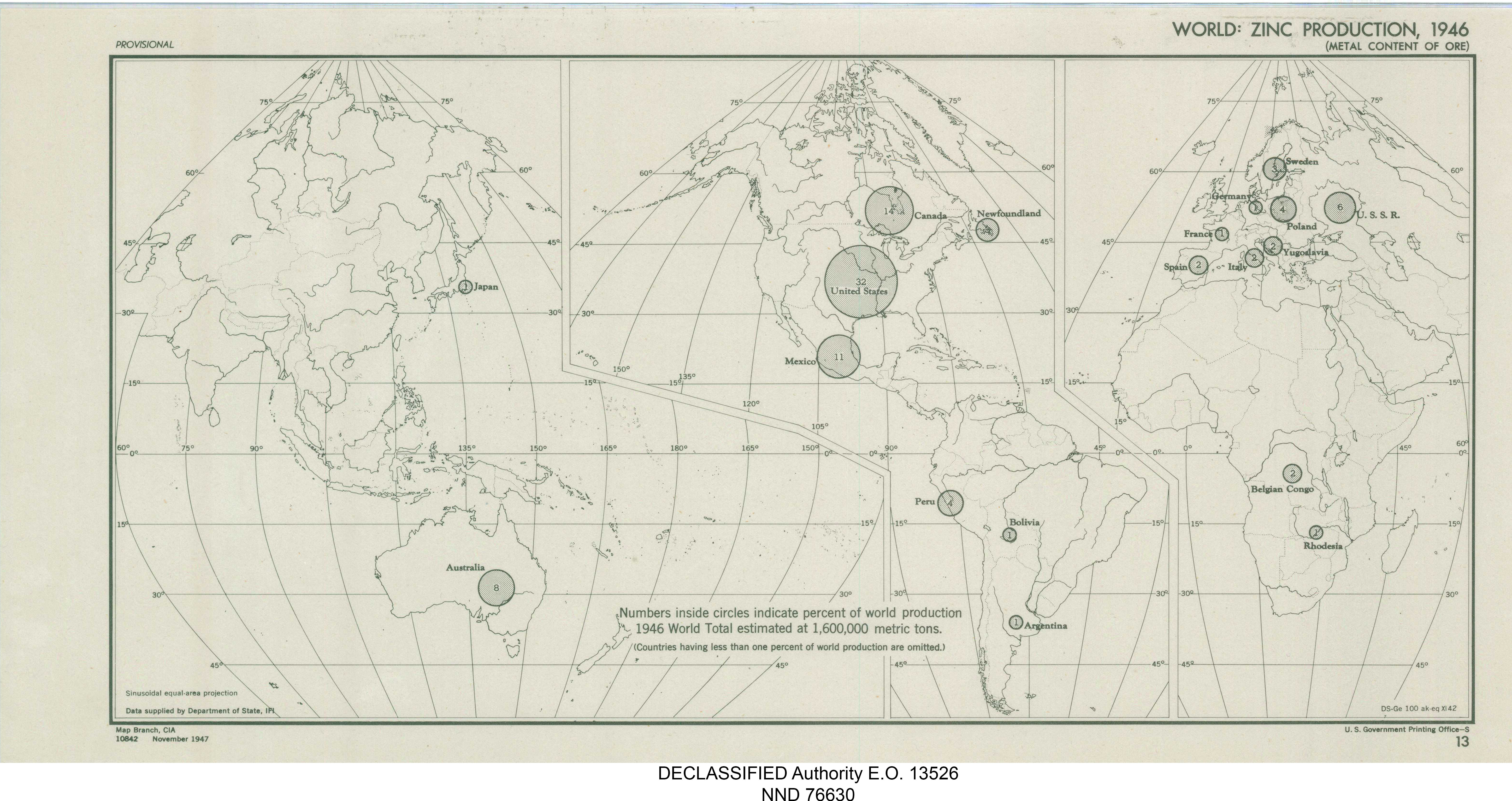
تولید جهانی روی از سال ۱۹۴۶

بهره‌برداری از ذخایر روی قدمتی چند هزار ساله دارد؛ کهن‌ترین معدن شناخته‌شدهٔ روی در راجستان هند حدود دو هزار سال پیش از امروز تأسیس شده است.
فلز خالص روی در قرن نهم میلادی تولید شد. پیش از آن، روی بیشتر برای آلیاژسازی با مس و تولید برنج (آلیاژ) به‌کار می‌رفت. دلیل اصلی این تأخیر، دشواری در جداسازی فلز روی از کانسنگ آن بود، چرا که روی در دمای استخراج خود بخار می‌شود و اگر کوره‌ها بسته نباشند، این بخار با هوا واکنش داده و به اکسید روی تبدیل می‌شود.
فرایند گداخت روی در قرن نهم پیش از میلاد در هند آغاز شد، سپس در چین ۳۰۰ سال بعد و در اروپا تا سال ۱۷۳۸ میلادی معرفی گردید. روش‌های استخراج در چین و هند احتمالاً به‌طور مستقل توسعه یافتند، در حالی‌که روش اروپایی احتمالاً از شیوه‌های هندی اقتباس شده است.

## کاربردهای امروزی
در جهان امروز، روی بیش از همه در صنعت برای پوشش دادن آهن و فولاد از طریق گالوانیزه‌کردن به‌کار می‌رود، که حدود ۵۰ درصد مصرف جهانی این فلز را به خود اختصاص می‌دهد. این کاربرد به جلوگیری از زنگ‌زدگی کمک می‌کند و در ساخت‌وساز و زیرساخت‌ها اهمیت زیادی دارد. دومین مصرف عمدهٔ روی در تولید فلز برنج است، آلیاژی از مس که حاوی ۲۰ تا ۴۰ درصد روی است و ۲۰ درصد از مصرف جهانی روی را شامل می‌شود. حدود ۱۵ درصد دیگر از روی برای ساخت آلیاژهایی به‌کار می‌رود که در آن‌ها روی با آلومینیم یا منیزیم ترکیب می‌شود. باقی‌ماندهٔ مصرف، یعنی تقریباً ۱۵ درصد، به کاربردهای متنوعی مانند استفاده در کودهای کشاورزی، مکمل‌های غذایی برای انسان و سایر مصارف صنعتی اختصاص دارد.

## روش‌های استخراج

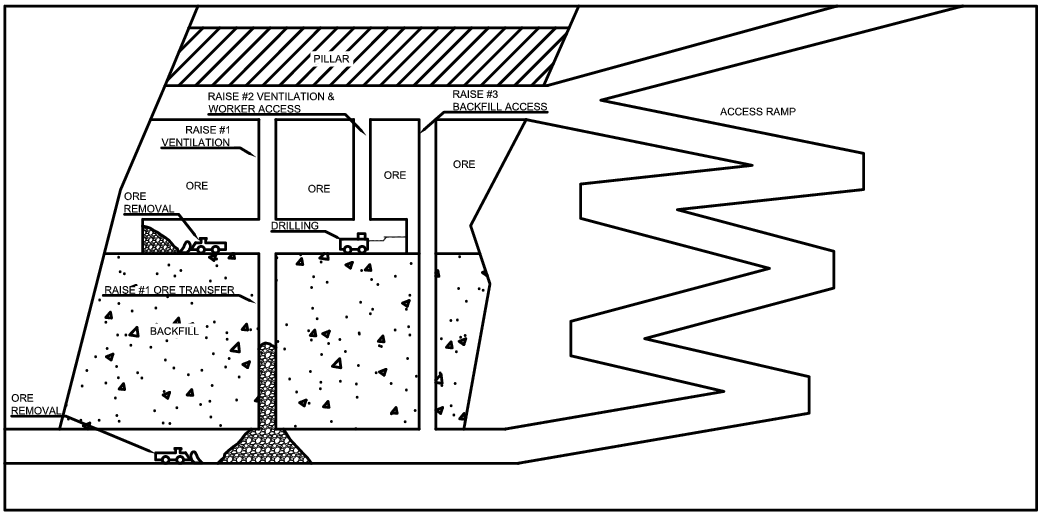
نمای برشی از روش استخراج Cut and Fill

روی هم از معادن سطحی و هم از معادن زیرزمینی استخراج می‌شود. استخراج سطحی عمدتاً برای کانسنگ‌های اکسیدی و استخراج زیرزمینی برای کانسنگ‌های سولفید روی انجام می‌شود. روش‌های رایج استخراج روی عبارت‌اند از:
معدن‌کاری روباز: در این روش، ابتدا پوشش سنگی بالای کانسنگ برداشته می‌شود. پس از آن، کانسنگ و سنگ باطله به‌طور موازی استخراج می‌شوند، عمدتاً با استفاده از چرخ ممتد، بیل مکانیکی و کامیون‌های لاستیکی. در عملیات‌های کوچک‌تر ممکن است از لودر نیز استفاده شود.
Open stope: در این روش زیرزمینی، بخش‌هایی از کانسنگ به‌طور کامل استخراج می‌شوند و فضاهایی (استوپ) بزرگ و توخالی درون معدن باقی می‌ماند. دیواره‌های این فضاها با باقی‌مانده‌های کانسنگ تقویت می‌شوند.
Cut and Fill: در این روش، ابتدا کانسنگ از زیر استخراج می‌شود و فضای خالی باقی‌مانده با سنگ باطله پر می‌شود تا دیواره‌ها پشتیبانی شده و سکویی برای ادامهٔ استخراج فراهم گردد.

## میزان تولید
تولید جهانی معدن روی در سال ۲۰۱۹ برابر با ۱۲٫۹ میلیون تُن بود که نسبت به سال ۲۰۱۸ حدود ۰٫۹٪ افزایش داشت. این افزایش عمدتاً به دلیل بالا رفتن تولید در معادن روی استرالیا و آفریقای جنوبی بود.
در سال ۲۰۲۰ انتظار می‌رفت تولید روی با ۳٫۷٪ افزایش به ۱۳٫۹۹ میلیون تُن برسد. این افزایش عمدتاً ناشی از رشد تولید روی در چین و هند بود.
در سال ۲۰۱۹، تقاضای جهانی برای روی پالایش‌شده از عرضه پیشی گرفت و کسری‌ای معادل ۰٫۱۷۸ میلیون تُن پدید آمد، در حالی‌که برای سال ۲۰۲۰ مازاد عرضه‌ای برابر با ۰٫۱۹۲ میلیون تُن پیش‌بینی شد.
در سال ۲۰۲۳، چین با تولید ۴ میلیون تُن روی، در جایگاه نخست تولید جهانی قرار داشت و ۳۳٪ از کل تولید جهان را به خود اختصاص داد. پس از آن، پرو با ۱٫۴ میلیون تُن معادل ۱۲٪ و استرالیا با ۱٫۱ میلیون تُن معادل ۹٪ در رتبه‌های دوم و سوم جای گرفتند. هند با تولید ۰٫۸۶ میلیون تُن روی، ۷٪ از سهم جهانی را در اختیار داشت و ایالات متحده با ۰٫۷۵ میلیون تُن، ۶٪ از تولید جهانی را تأمین کرد. مکزیک نیز با ۰٫۶۹ میلیون تُن، سهمی برابر با ایالات متحده یعنی ۶٪ داشت. بولیوی با تولید ۰٫۴۹ میلیون تُن روی، ۴٪ از تولید جهانی را به خود اختصاص داد. در نهایت، سایر کشورها مجموعاً ۲٫۷۱ میلیون تُن روی تولید کردند که برابر با ۲۳٪ از کل تولید جهانی در آن سال بود.

## فرایند تولید روی
پیش تر بخش زیادی از روی را از طریق احیای کربوترمی به دست می‌آوردند و از فرایندهای قرع افقی و عمودی استفاده می‌کردند که بر پایه اصول یکسانی کار می‌کنند.

### قرع افقی
قرع افقی معمولاً از شاموت ساخته می‌شود که قطری حدود ۰٫۳ متر و طول ۱٫۵ متر دارد. کوچک بودن سطح مقطع برای انتقال حرارت داخل قرع در زمان معقول ضروری است. تعداد زیادی قرع در محفظه کوره چیده می‌شوند و با استفاده از گازهای داغ احتراق گرم می‌شوند. بخار روی خارج شده از قرع، در کندانسورهایی که با هوا خنک می‌شوند چگال می‌شود، گاز کربن مونوکسید در دهانه کندانسور سوزانده می‌شود و در نهایت ادامه کار پیش برده می‌شود.
احیای روی موجود در بار در قرع طی زمان ۲۴–۴۸ ساعت طول می‌کشد. عمر مفید قرع‌ها از ۳۵ تا ۴۰ روز است. این عملیات هم در بخش بارگیری و تخلیه قرع‌ها و هم در تخلیه کندانسور به صورت دستی انجام می‌شود و با توجه به هزینه‌های بالا سوخت و نیروی کم و همچنین راندمان کم در واقع این روش تا حدود زیادی منسوخ شده است.

قرع عمودی

### قرع عمودی
از کاربید سیلیسیوم ساخته می‌شود که هدایت حرارتی خوبی دارد. به شکل ستونی با مقطع مستطیل با ارتفاع ۱۰ تا ۱۵ متر و طول ۲ متر و عرض ۰٫۳ متر می‌باشد. این قرع‌ها از بیرون گرم می‌شوند و در فواصل بین آنها محفظه‌های تا احتراق وجود دارد. قرع‌ها با بریکت‌های تهیه شده از زغال و اکسید روی زینتر شده که از قبل پخته شده‌اند و تا دمای ۷۰۰ تا ۸۰۰ درجه سانتی گراد پیش گرم شده‌اند بارگیری می‌شوند. با حرارت دهی بیشتر تا دمای بالاتر از ۹۰۰ درجه سانتی گراد، واکنش کربوترمی انجام می‌شود و زمانی که بریکت‌ها به ته قرع برسند تقریباً تمام روی آنها خارج می‌شود و بریکت‌های مصرف شده از قیمت پایین قرع تخلیه می‌شوند. مقدار کمی از گاز مصرف شده احتراق از ته قرع وارد می‌شود تا از چگال شدن روی در قسمت‌های پایینی قرع جلوگیری کند و آن را به سمت بالا بفرستد. گاز از بالای قرع خارج شده و وارد کندانسور می‌شود. در داخل کندانسور حوضچه ای از روی مذاب وجود دارد که در دمای ۵۰۰ درجه سانتی گراد قرار می‌گیرد. با استفاده از پره‌های چرخان، قطرات روی مذاب به هوا پرتاب می‌شوند و بخار روی آنها چگال می‌شوند. چرخش این پره‌ها همچنین باعث به هم پیوستن قطرات مذاب می‌شود. به هم پیوستن قطرات کمک می‌کند که با سرد کردن سریع تا حدودی اکسایش مجدد را به تأخیر بیندازیم. برای خارج کردن گرمای حاصل از چگالش، یک حوضچه ای از روی مذاب را باید به‌طور مداوم با استفاده از آب خنک کنیم تا دمای آن ثابت بماند. بعد از چگالش روی، گاز باقی مانده که بخش عمده آن را CO تشکیل می‌دهد در دستگاه شستشوی گاز شسته می‌شود و به عنوان بخشی از سوخت مورد نیاز برای گرم کردن قرع‌ها مورد استفاده قرار می‌گیرد. معمولاً عمر هر قرع بین سه تا پنج سال است.
حرارت مورد نیاز به روش الکتریکی هم قابل تأمین است. در کوره روی ژوزف‌تاون (Josephtown) که به شکل استوانه ای با حدود ۱۵ متر ارتفاع است، انرژی الکتریکی از میان یک سری الکترودها عبور داده می‌شود و کک موجود در بار به عنوان مقاومت الکتریکی عمل می‌کند. از آنجایی که در این روش حرارت داخل بار آزاد می‌شود، محدودیتی از نظر ابعاد و اندازه‌های کوره وجود ندارد. سطح مقطع ۲ در ۴ متر هست و ظرفیت تولید بالاتر است.

### فرایند استرلینگ
در فرایندی موسوم به فرایند استرلینگ (Sterling) مخلوط کک و مواد زینتر شده حاوی روی در کوره قوس الکتریکی تا دمای خاصی حرارت داده می‌شود که سرباره مذابی تشکیل می‌دهد. در چنین شرایطی تمام سرب احیا شده به صورت سرب مذاب به دست می‌آید و گوگرد موجود همراه آهن و مس، مات مذاب را تولید می‌کند. همچنین مقداری آهن نیز تشکیل می‌شود. بخار روی از کوره خارج می‌شود و به همان روش مورد استفاده در قرع عمودی چگال می‌شود. فرایند استرلینگ در مقیاس صنعتی مورد استفاده قرار نگرفت که یک دلیل آن می‌تواند مصرف بالای انرژی الکتریکی باشد.

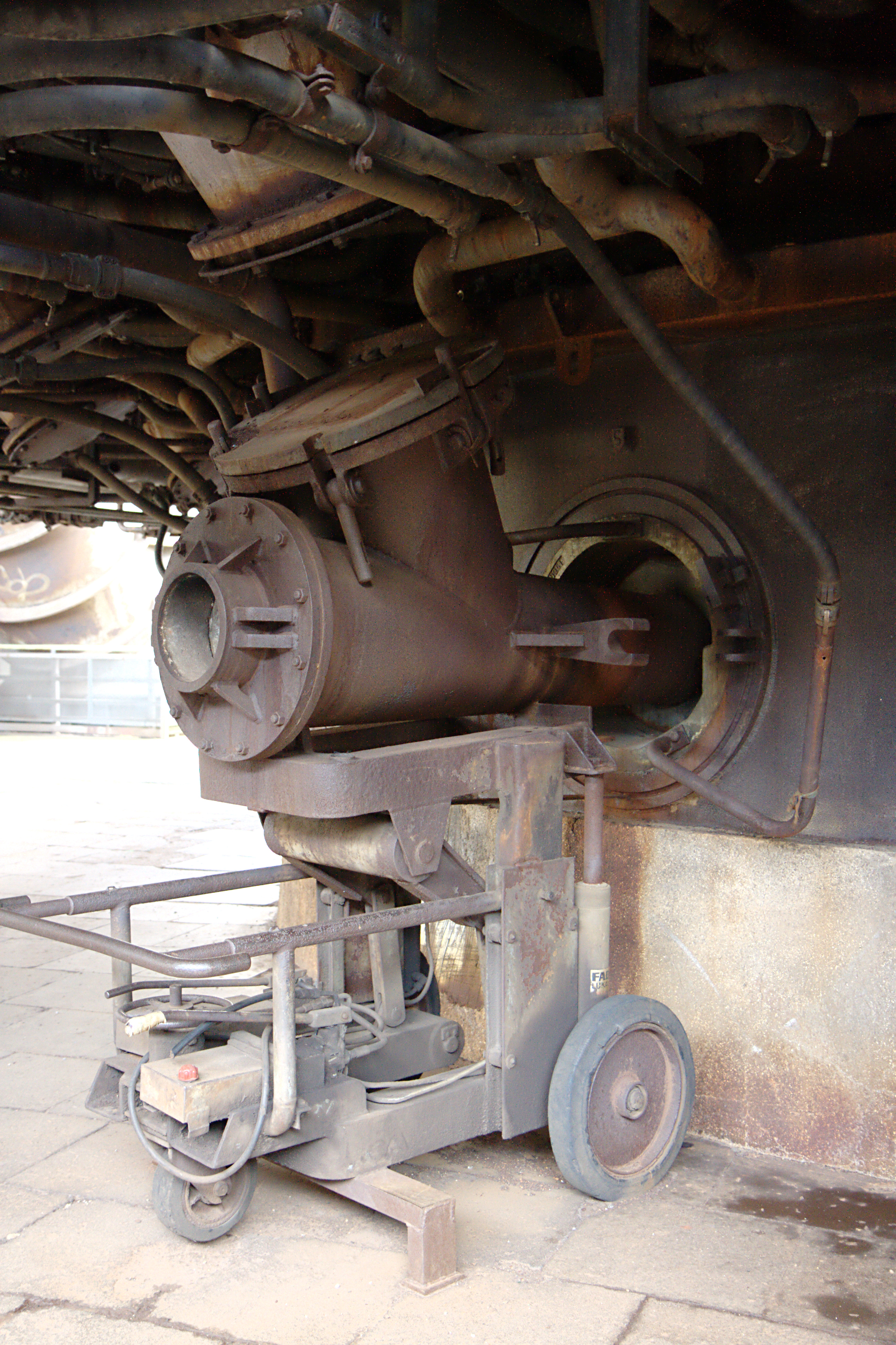
دمنده‌ها

### فرایند امپریال اسملتینگ
جدیدترین و جالب‌ترین روش گدازش روی فرایند کوره بلند فرایند امپریال اسملتینگ (Imperial Smelting Process) (Imperial Smelting Process) یا ISP می‌باشد. که به تدریج به روش غالب کربوترمی روی در دنیا تبدیل می‌شود. در این کوره بار ورودی شامل زینتر روی و کک می‌باشد که پیش از ورود به کوره تا حدود ۵۰۰ درجه سانتی گراد گرم می‌شود و از طریق یک سیستم بارریزی زنگی شکل وارد کوره می‌شود. هوای پیش گرم شده از دمنده‌ها وارد می‌شوند و با کک واکنش می‌دهند و علاوه بر تشکیل گاز CO دمای بالای ۱۳۰۰ درجه سانتی گراد را نیز ایجاد می‌کنند. گاز CO به سمت بالای استوانه می‌رود و با ZnO و اکسیدهای دیگر مثل PbO واکنش می‌دهد و ترکیب گاز بالای کوره شامل حدود ۵ درصد روی، ۱۰ درصد کربن دی‌اکسید، ۲۰ درصد کربن مونوکسید و ما بقی نیتروژن می‌باشد. ترکیب گاز کوره باید به نحوی باشد که نسبت کربن دی‌اکسید به کربن مونوکسید حدود ۰٫۵ و فشار بخار جزیی روی حدود ۰٫۰۵ اتمسفر باشد تا در دماهای بالای ۹۵۰ تا ۱۰۰۰ درجه سانتی گراد پایدار باشد. ولی با کاهش دما از این مقدار اکسیداسیون مجدد اتفاق می‌افتد. برای اینکه دما به اندازه کافی بالا باشد از واکنش پسا احتراق استفاده می‌شود؛ یعنی مقدار کمی هوا را از بالای کوره وارد می‌کنند و این هوای با کربن مونوکسید موجود می‌سوزد و گرما آزاد می‌کند. جالب توجه است که اینجا هوا برای ممانعت از اکسایش مجدد وارد می‌شود. مخلوط گازی داغ در دمای ۱۰۰۰ درجه سانتیگراد از کوره خارج می‌شود و با ورود به یک کندانسور ناگهان تا دمای ۵۵۰ درجه سانتی گراد سرد می‌شود. وقتی گاز در حال ورود به کندانسور است با قطرات پاشیده شده از گاز مذاب برخورد می‌کند، روی چگال می‌شود و بدون رخ دادن اکسایش مجدد در سرب حل می‌شود. روی تا ۲٫۵ درصد وزنی در سرب حل می‌شود. این مذاب از کندانسور خارج شده و در دمای ۴۴۰ درجه سانتی گراد در مخازن خنک‌کننده سرب (Lead Cooling Launders) سرد می‌شود. مطابق شکل، در این دما مذاب به دو بخش مجزا تقسیم می‌شود. یکی فاز روی با حدود ۱ درصد سرب و دیگری فاز سرب با حدود ۲٫۲۵ درصد روی است. فاز روی خارج می‌شود و برای مراحل بعدی فراوری می‌شود. در حالی که فاز سرب به کندانسور برگردانده می‌شود؛ بنابراین درصد روی فاز سرب فقط به اندازه ۰٫۲۵ درصد تغییر می‌کند و به ازای هر تن روی تولید شده در حدود ۴۰۰ تن سرب باید بین کندانسور و مخازن خنک‌کننده در گردش باشد. اگر که برای جدایش به جای استفاده از مخزن جداگانه، جدایش در همان محفظه چگالش انجام شود، روی در بالای مذاب قرار می‌گیرد و چرخش پره‌ها ذرات را به هوا می‌پاشاند. در حالی که مطلوب این است که ذرات سرب با احتمال اکسایش کمتر به هوا پاشیده شود و روی را در خود حل کند. روی به دست آمده از کوره ISP حدود یک درصد سرب و مقادیر جزئی از عناصر کادمیم، آرسنیک و آنتیموان دارد که از کانه روی به دست می‌آیند. به روی با این مقدار خلوص، روی پرایم وسترن (Prime Western) می‌گویند که برای مقاصدی مانند گالوانیزاسیون و تولید برخی از انواع برنج‌ها مناسب است اما برای تولید آلیاژهای ویژه روی خلوصی خیلی بالاتر از این حد مورد نیاز ما است. چنین درصد خلوصی با تصفیه روی با استفاده از تقطیر به دست می‌آید. به جای سرد کردن و جدایش مذاب به دو فاز مستقل مذابی می‌توان مذاب سرب روی را که از کندانسور به دست می‌آید تحت تقطیر در خلأ قرار دهیم که درجه‌های متفاوتی از روی با خلوص متفاوت به دست می‌آید.